# Gendun Drup
Gendun Drup o Gyalwa Gendun Drubpa (en tibetà: དྒེ་འདུན་འགྲུབ་, en xinès: 根敦珠巴), (1391-1474), primer dalai-lama. El seu nom de naixement fou Pema Dorje. Fou deixeble de Je Tsongkhapa.
Va néixer en un estable, en una tribu nòmada. La nit del dia del seu naixement, uns bandits van atacar el campament de la seva tribu i tots van fugir, deixant el nadó entre uns arbusts. Diuen que l'endemà, un corb el protegia de l'atac d'altres aus de rapinya, i que el corb era Mahakala, la forma irada d'Avalokiteshvara, el bodhisattva de la Compassió.
Es va criar fent de pastor fins que va fer els set anys. Després es va traslladar al monestir de Nartang, i va arribar a ser un dels pensadors més valorats del seu país cap a la meitat de la seva vida.
Alguns dels seus textos més importants són:
- Sol en el camí cap a la llibertat, comentari inclòs al Abhidharma-kosha
- Destruir les forces del mal, poema èpic sobre la vida i obres de Siddhartha Gautama
- Cant de la muntanya nevada de l'est, poema dedicat a Je Tsongkhapa
- Oda a la venerable Khadiravani Tārā, homenatge a la bodhisattva Tārā

El succeí el dalai-lama Gendun Gyatso.